# Protéine à cuivre

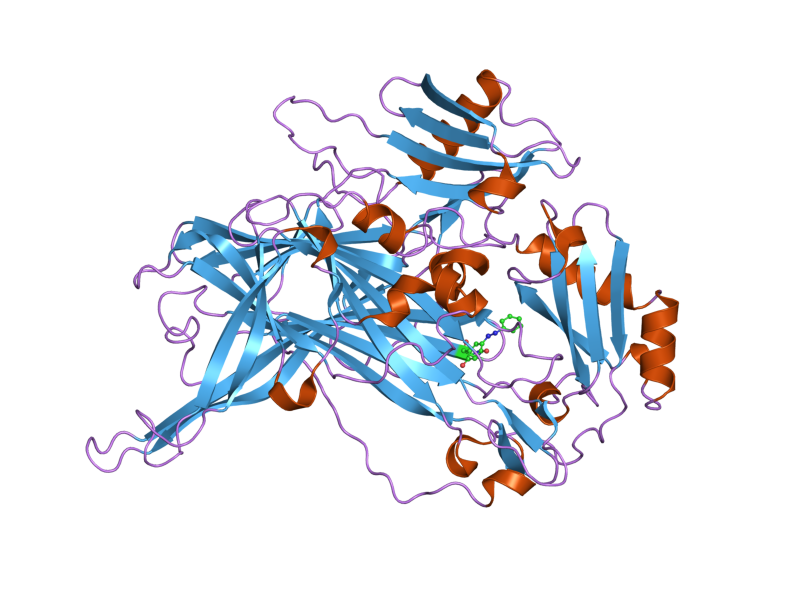
Représentation schématique de la structure moléculaire d'une protéine à cuivre.

Les protéines à cuivre sont des protéines qui contiennent un ou plusieurs ions de cuivre comme cofacteurs. On trouve des protéines à cuivre dans toutes les formes de vie respirant de l'oxygène. Ces protéines sont généralement associées au transfert d'électrons avec ou sans la participation de dioxygène (O2). Certains organismes utilisent même des protéines à cuivre à la place des protéines à fer pour transporter l'oxygène. L'une des protéines à cuivre les plus importantes chez l'homme est la cytochrome c oxydase (cco), impliquée dans la combustion contrôlée des aliments, et la production d'ATP,.